# مهرجان كان السينمائي 1997
مهرجان كان السينمائي لعام 1997 هو الدورة الـ50 للمهرجان عقد في 7 إلى 18 مايو من عام 1997، وحصل كل من فيلم «طعم الكرز» للمخرج الإيراني عباس كيارستمي وفيلم "الانقليس" للمخرج الياباني إيمامورا شوهيه على السعفة الذهبية.